# Михаил Суслов
Михаил Андрејевич Суслов (рус. Михаи́л Андре́евич Су́слов; Шаховскоје, 21. новембар 1902 — Москва, 25. јануар 1982) је био совјетски политичар, незванични идеолог Комунистичке партије и владар из сенке Совјетског Савеза између 1955. и 1982. године, који је двапут службено одбио да преузме власт. Због свог антиреформиситичког става био је познат као један од најпознатијих тврдолинијаша унутар совјетске владе.

## Биографија

### Рана каријера
Рођен је 21. новембра 1902. године у месту Шаховскоје, Уљановска област. Од 1918. године је радио у локалној организацији Комсомола у Саратову и убрзо постао члан Комитета сиромашних. Брза административна каријера Михаила Суслова почиње готово одмах по уласку у пунолетност, 1921. године, када се учланио у Руску комунистичку партију (бољшевика) (РКП(б)). Похађао је рабфак и по његовом завршетку, 1924. године је уписао Економски факултет на Институту за националну економију Г. В. Плеханов, који је успешно завршио 1928. године. Тада му је понуђено место предавача на Институту Црвене професуре, одсека Економије, у Москви, што је он оберучке прихватио.
Након овог посла, 1931. године је био постављен у инспекцију за спровођење Стаљинових чистки на подручју Урала и Украјине. По завршетку тога посла, био је премештен на позицију Првог секретара Комунистичке партије Ставропоља. Његов тамошњи рад пун ентузијазма и налажење контрареволуционара приметио је и сам Стаљин, који га је преко реда 1941. године поставио у Централни комитет КП Совјетског Савеза (ЦК КПСС).

### Други светски рат
Суслов је током Великог отаџбинског рата био вођа ставропољског Штаба партизанских дивизија.
Пошто је пре рата радио на хапшењима и протеривањима контрареволуционарних елемената, током остатка рата је имао задатак депортације Чечена и других нелојалних народа с Кавказа. У тренуцима када је Црвена армија 1943. године кренула у противофанзиву ослобађајући велика подручја Совјетског Савеза, Суслов је 1944. године упућен на подручје Литваније. Током тамошњих чистки, Суслов је већину литванских националиста и контрареволуционара послао у Сибир.
Када је 1947. године тешко оболео Андреј Жданов, Стаљинов зет, очекивани насљедник и идеолог Партије, добар део ове његове последње дужности Стаљин је одлучио да преда Суслову. Тада га је поставио за шефа државне агитације и пропаганде (Агитпроп). Убрзо после тога, накратко је постао главни уредник листа „Правда“.
Такође током 1947. године, Суслов је испред Комунистичке партије Совјетског Савеза примио југословенску делегацију која је посетила Совјетски Савез, коју су чинили Стефан Митровић, Крсто Попивода и Петар Стамболић.

### Владар из сенке
Да ли је Стаљин размишљао о проглашењу Суслова својим наследником, пошто му је де факто дао место партијског идеолога, не може да се зна са сигурношћу. Једино је сигурно да га је смрт вође Совјетског Савеза 1953. године оставила на политичкој чистини на којој није знао да се снађе. У том тренутку, он је био по свом положају други најстарији члан Секретаријата Комунистичке партије Совјетског Савеза, члан Политбироа и члан Президијума Врховног Совјета, али власт је накратко преузео Георгиј Маљенков, најстарији члан Секретаријата КП Совјетског Савеза. Суслов тај чин није подржао, нити му се противио, што га је коштало места у Политбироу. Ово место је вратио тек 1955. године подршком Никити Хрушчову и његовом преузимању власти. Тада је формално добио и доживотну функцију шефа комунистичке идеологије Совјетског Савеза, коју је неформално држао од Ждановљеве смрти у склопу које је учествовао у гушењу мађарске револуције 1956. године.
Када је Маљенков покушао да се врати на власт 1957. године гласањем у Политбироу, Суслов је подржао употребу Георгија Жукова и претње војском како би се избегло друго негативно гласање о поверењу и избегла смена Хрушчова. Та подршка првим годинама владавине Хрушчова је временом прерасла у разочарање и размишљање о Хрушчовљевој издаји револуције, што је свима постало очито 1964. године, када је Суслов организовао рушење Хрушчова. Тада је и службено одбио да преузме власт како би нови шеф државе постао Леонид Брежњев. Ова је завјера остварила успех 14. октобра 1964. године, када је Хрушчову изгласано неповерење. Тим догађајем свим је страним државницима постало јасно како стварну власт у Совјетском Савезу држи Суслов.
Сви блоковски политичари који су у преосталих 17 година долазили ради обављања важних државних послова посећивали су Брежњева, али обавезно и Суслова, ако нису желели да се врате кући необављена посла. Током свих ових година Суслов је постао спонзор будућег вође Совјетског Савеза, Јурија Андропова, који заједно с њим подржавао Михаила Горбачова.
Смрт Михаила Суслова 25. јануара 1982. године била је почетак серије државних спровода у Москви, током које су у року од 40 месеци умрли 3 вође Совјетског Савеза. Суслов је био сахрањен у Кремаљској некрополи, а његова је смрт обележена тродневном државном жалошћу.

## Галерија
- Михаил Суслов, 1941.
- Михаил Суслов, 1964.
- Сусловљева некропола